# Antuñano
Antuñano es un núcleo de población español del municipio de Valle de Mena, perteneciente a la provincia de Burgos, en la comunidad autónoma de Castilla y León.

## Historia
Hacia mediados del siglo XIX, el lugar ya pertenecía al ayuntamiento de Valle de Mena. Aparece descrito en el segundo volumen del Diccionario geográfico-estadístico-histórico de España y sus posesiones de Ultramar de Pascual Madoz con las siguientes palabras:

ANTUÑANO: barrio en la prov. de Búrgos, part. jud. de Villarcayo y ayunt. del valle de Mena: es uno de los que componen el lugar ó concejo de Bortedo (V.).
(Madoz, 1845, p. 347)

En 2022, tenía empadronados diecinueve habitantes.